# Érafloir
Un érafloir, égrappoir ou égrenoir, est un appareil permettant de réaliser l'éraflage des raisins. 

## Historique

### Érafloirs manuels

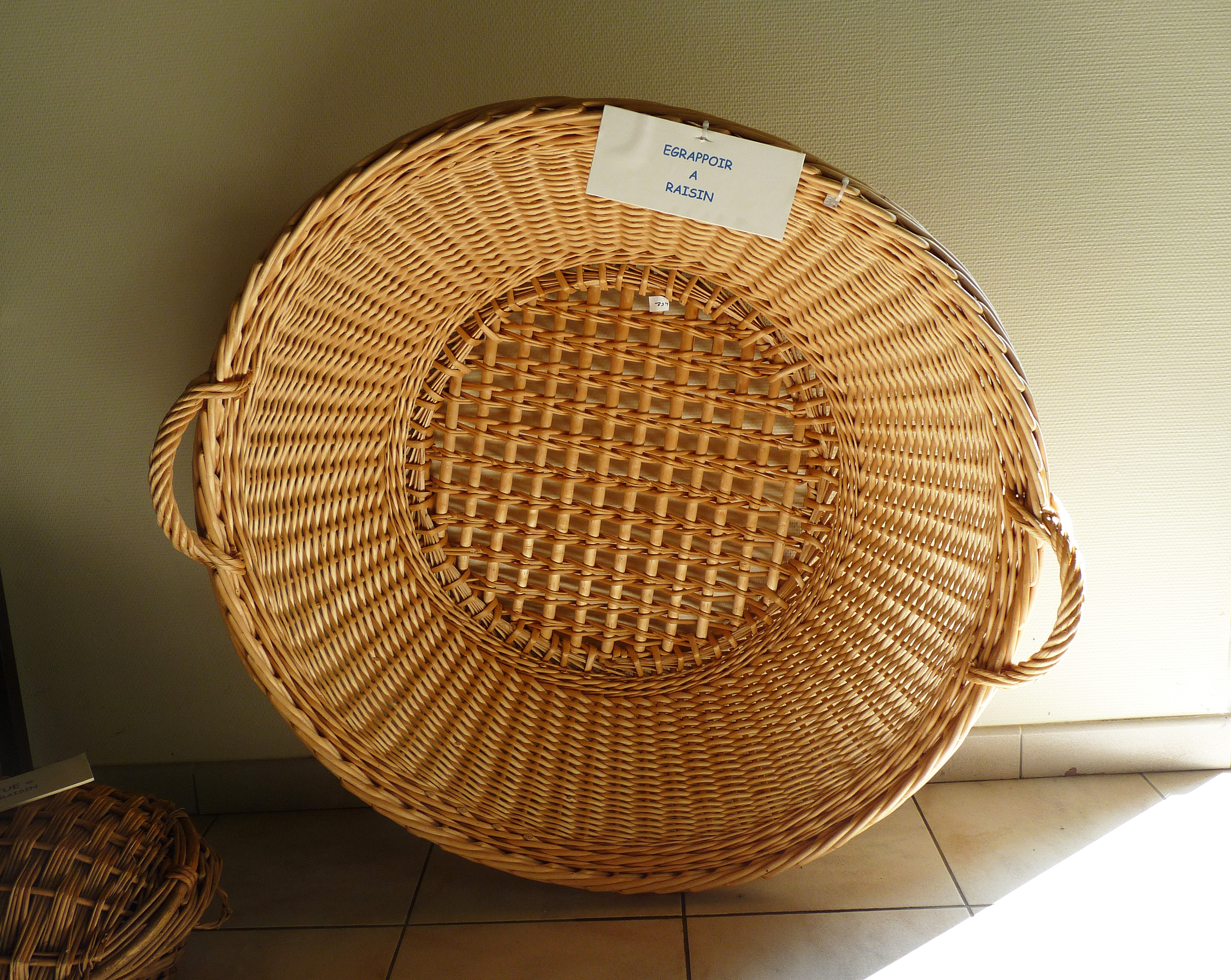
Egrappoir à raisin

Les premiers érafloirs étaient simplement des paniers, des plaques percées, ou des grilles, en osier, en bois ou en métal. Les grappes sont frottées dessus manuellement ou avec une sorte de brosse ou râteau, afin que les baies tombent à travers et que la rafle soit éliminée. Très peu de domaines utilisent encore cette technique, nécessitant plus de temps et de main d'œuvre. 

### Érafloirs rotatifs
Par la suite des érafloirs mécanisés sont apparus, ils se présentent sous la forme d'une cage cylindrique percée et de batteurs à l’intérieur de cette cage. Les deux parties peuvent être ou non, selon les modèles, mises en rotation, dans le même sens ou en sens inverse, et peuvent avoir des dispositions différentes des trous / batteurs sur la longueur de l’axe.

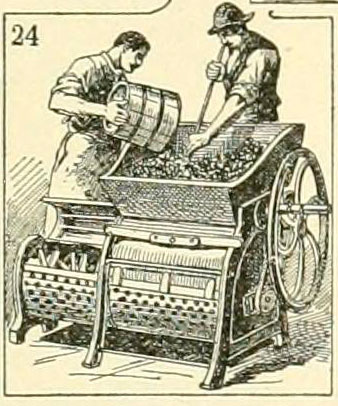
Fouloir égrappoir de 1922
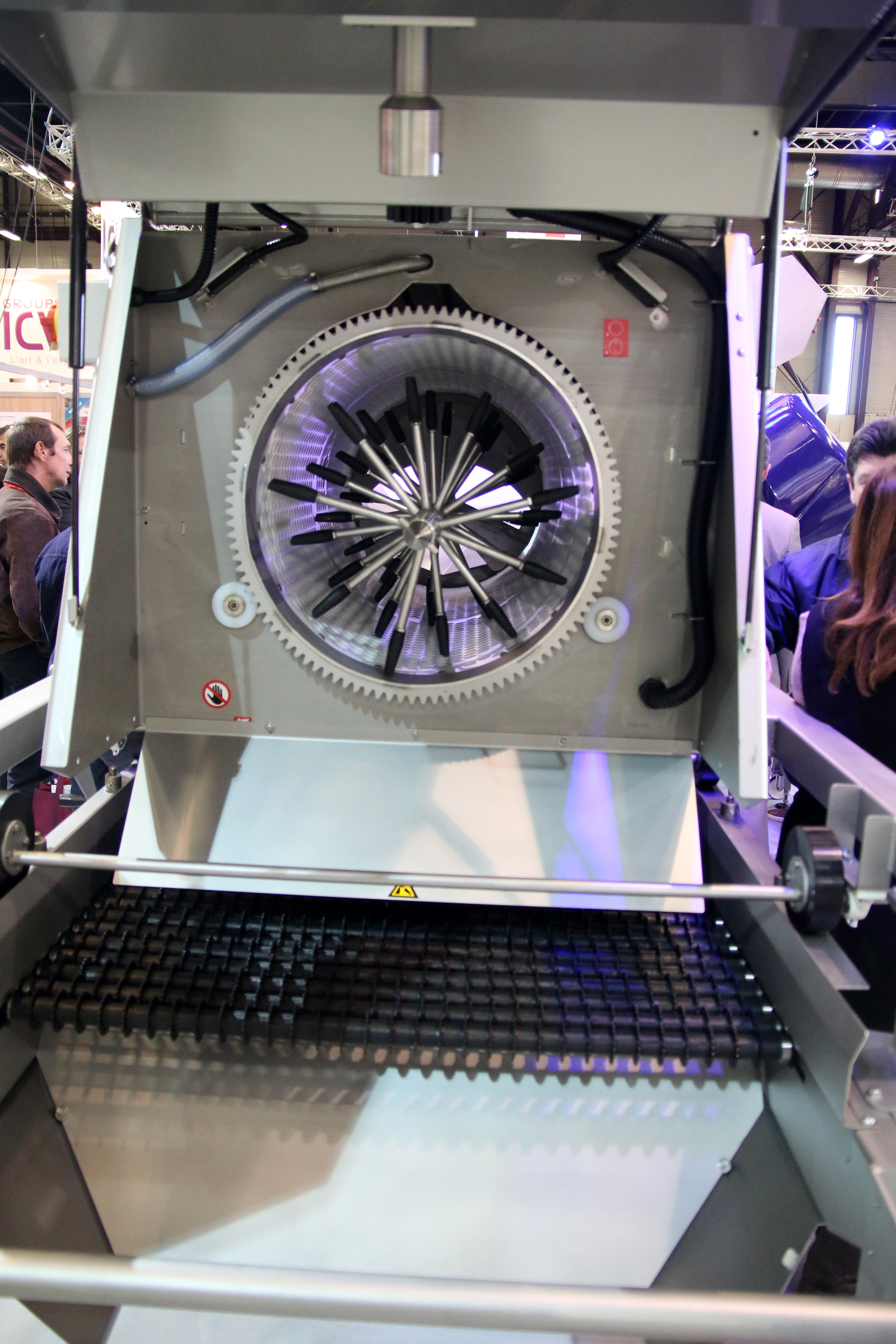
Intérieur d'un érafloir rotatif (cage et batteurs)
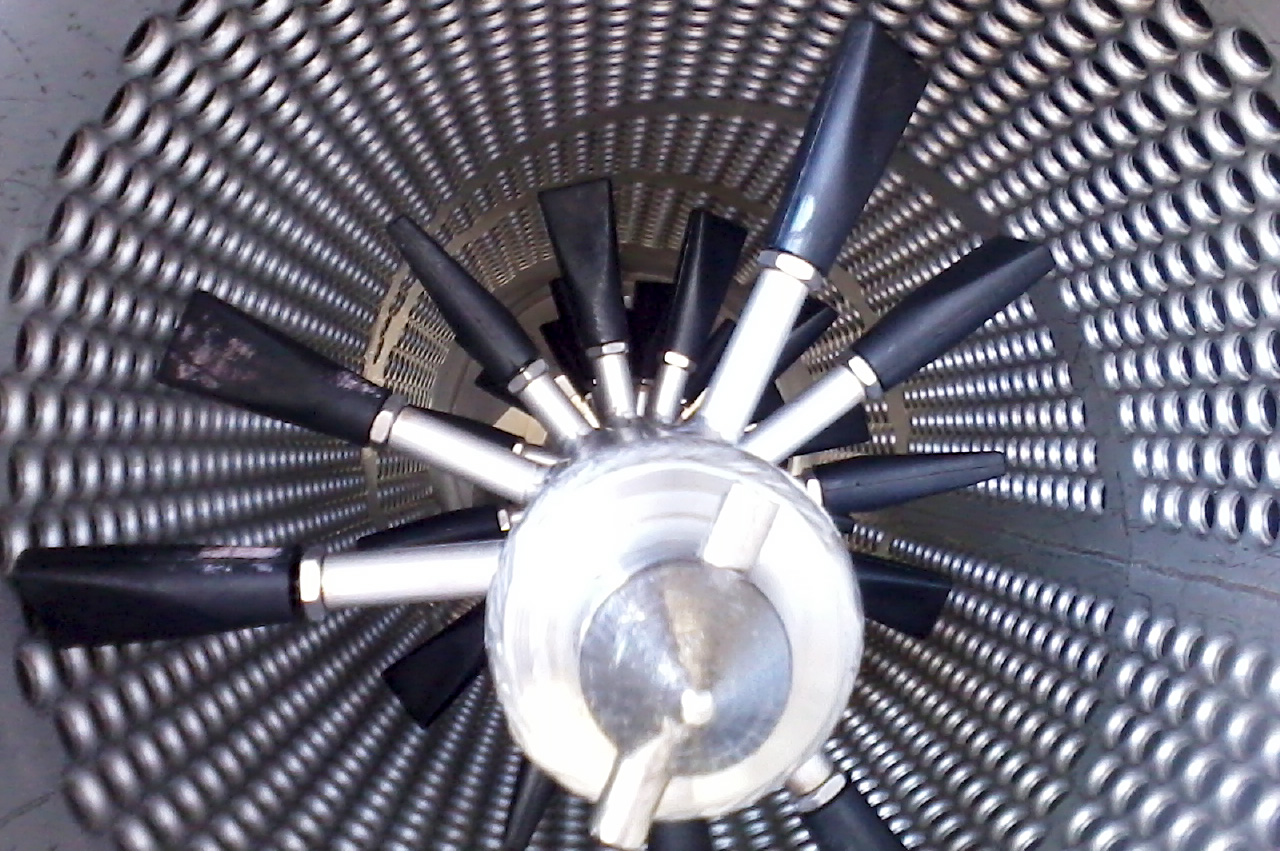
Intérieur d'un érafloir
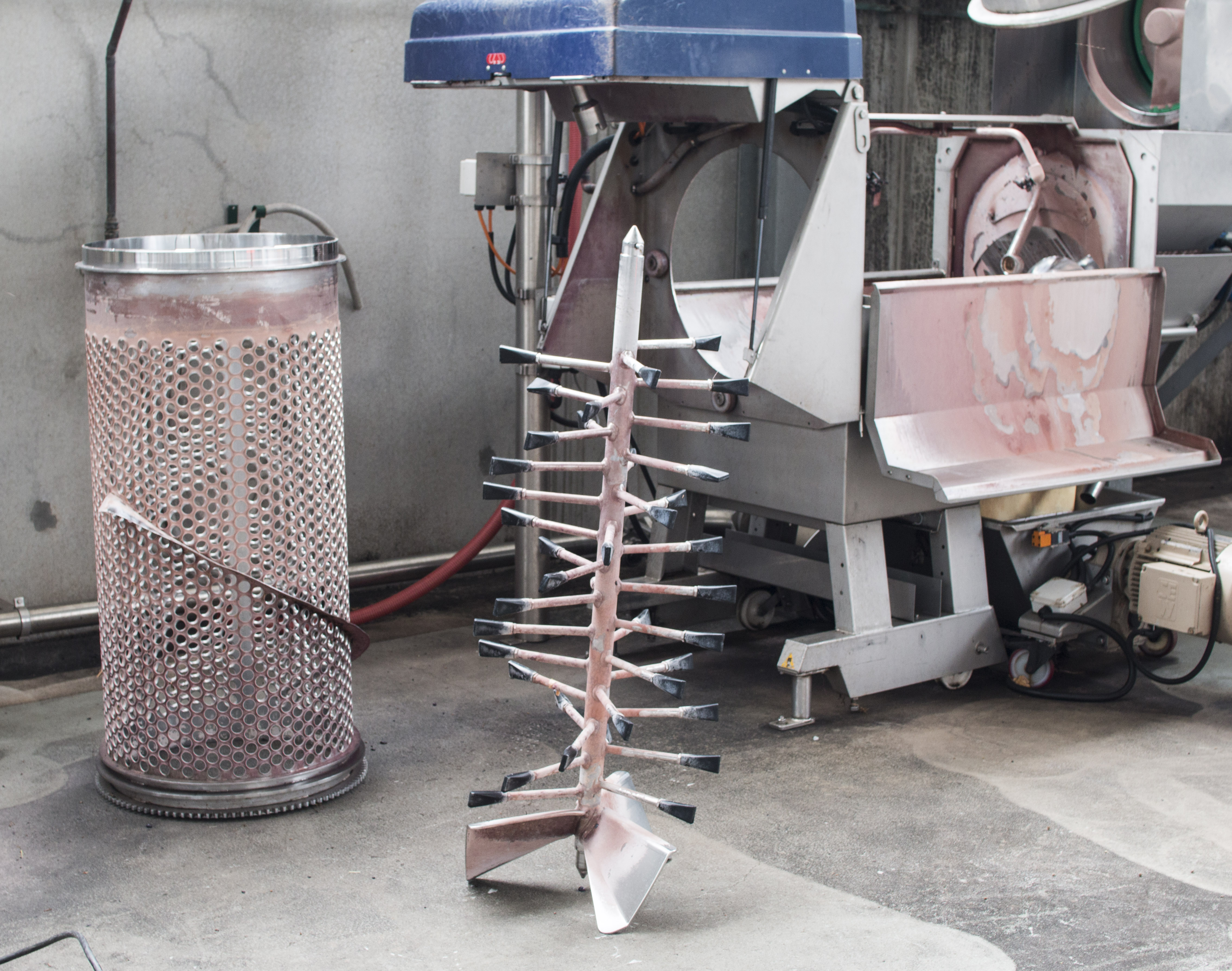
Erafloir démonté (cage et batteurs).
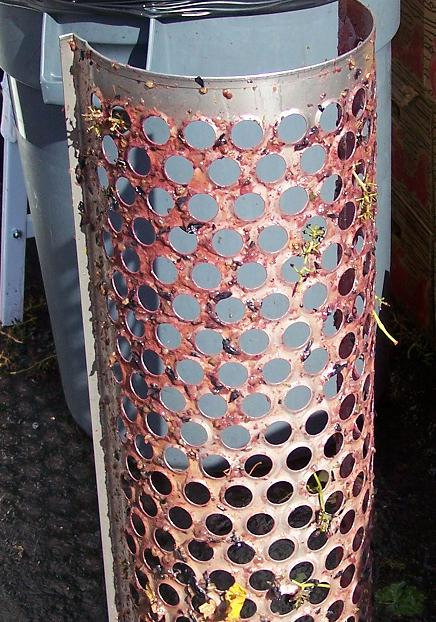
Cage d'un érafloir (rafles accrochées encore visibles)
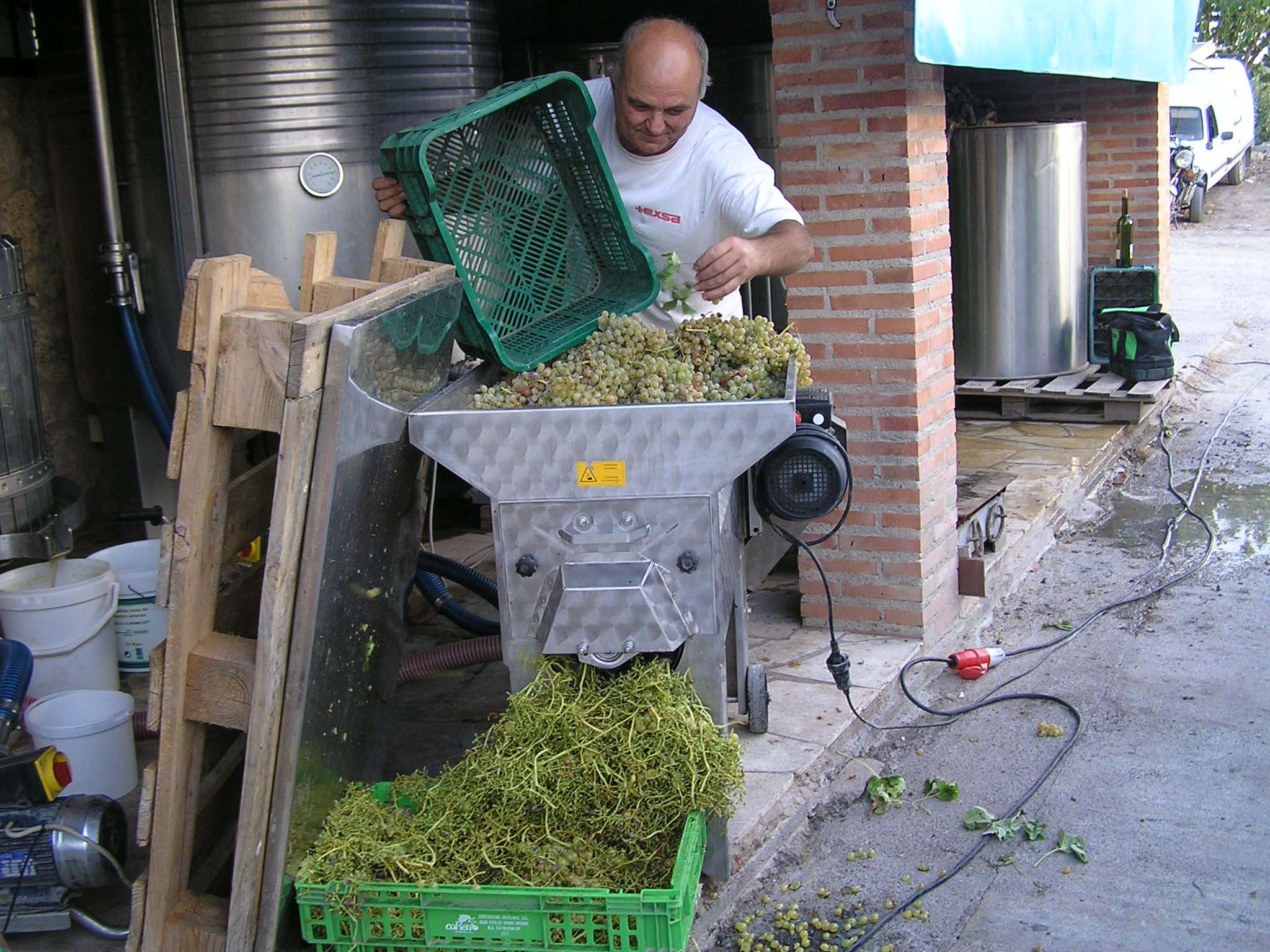
Petit érafloir rotatif

### Érafloirs linéaires à haute fréquence

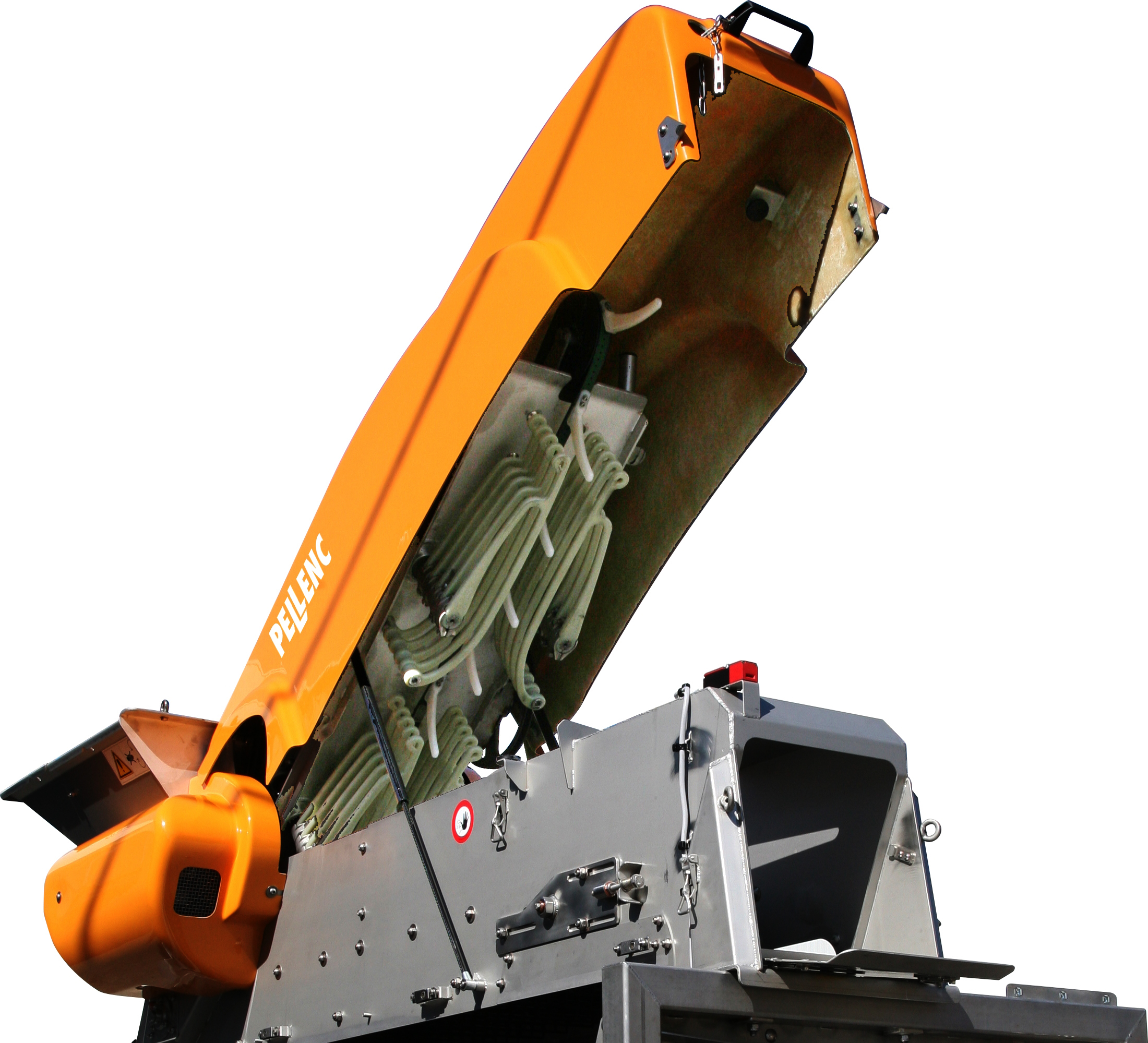
Érafloir linéaire à haute fréquence.

Depuis 2008, le système d’égrenage linéaire à haute fréquence permet de séparer les baies de rafles. Le système est composé d’un convoyeur à claire voie qui vibre à haute fréquence pour préserver l’intégrité des baies. Les baies égrenées ainsi que les déchets verts tombent sur une table de tri à rouleaux. Ces équipements sont respectueux de la vendange et autorisent une qualité de tri jusqu’à 99,8% de propreté.

### Érafloirs pendulaires

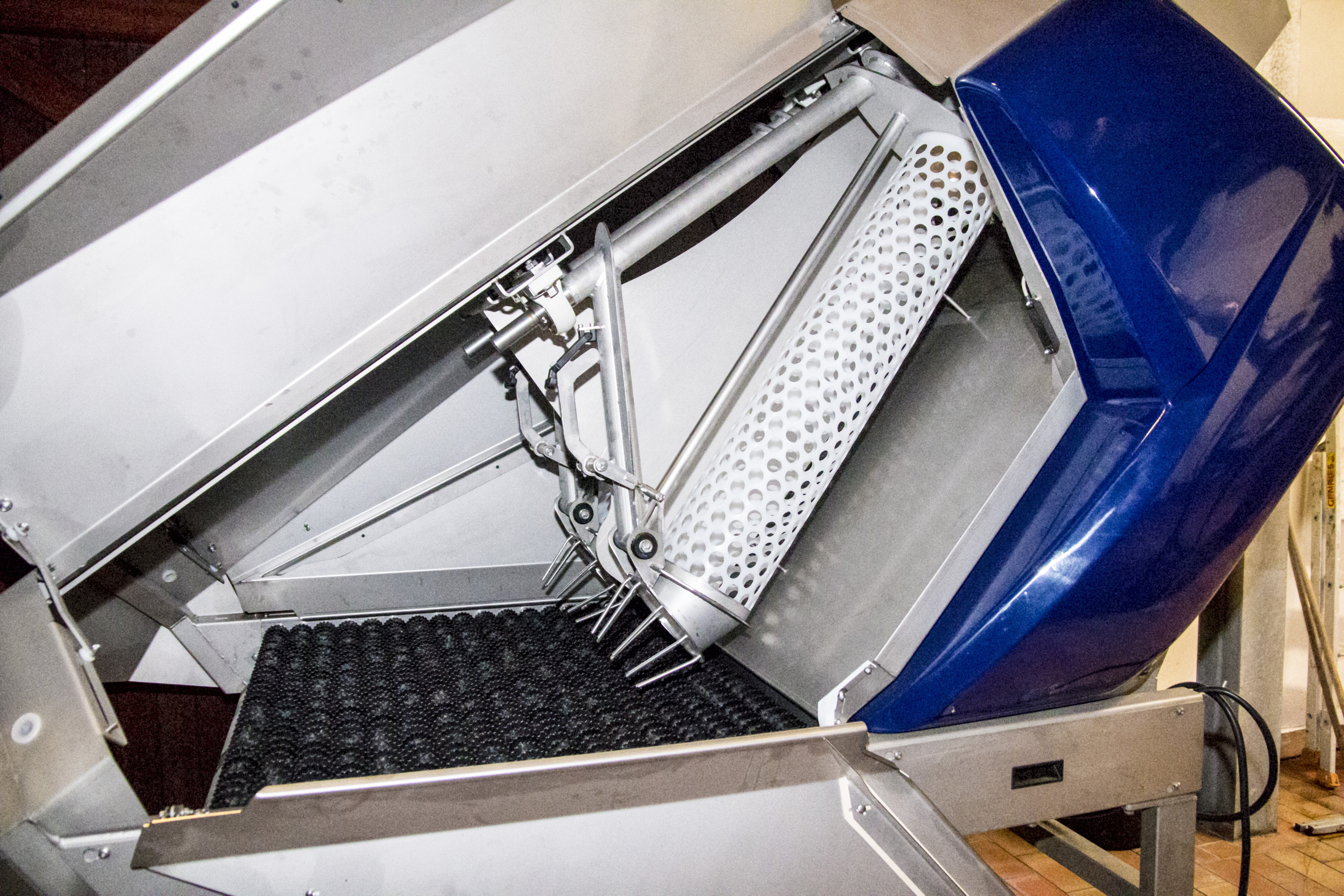
Intérieur d'un érafloir pendulaire, cage oscillante et rouleaux d'évacuation des rafles

Dans les années 2010, des érafloirs pendulaires sont apparus sur le marché, notamment avec la mise en marché de l’érafloir Oscillys de la société Bucher-Vaslin. L'érafloir utilise l'inertie des raisins en les secouant latéralement dans une cage percée verticale, de telle manière que les baies soient éjectées de la cage alors que les rafles continuent leur chute. Il n'y a donc plus de batteurs présents dans le système.

## Utilisation

Utilisation de l'érafloir (N°4) sur une chaîne de réception de vendange

L'érafloir est utilisé principalement sur la vendange de raisins rouges, rarement sur les blancs. Il est utilisé à la réception de la vendange, avant l'encuvage ou le pressurage. Lorsque le tri de la vendange est effectué, il peut se faire avant et/ou après que les raisins passent dans l’érafloir.

Rafles après égrenage
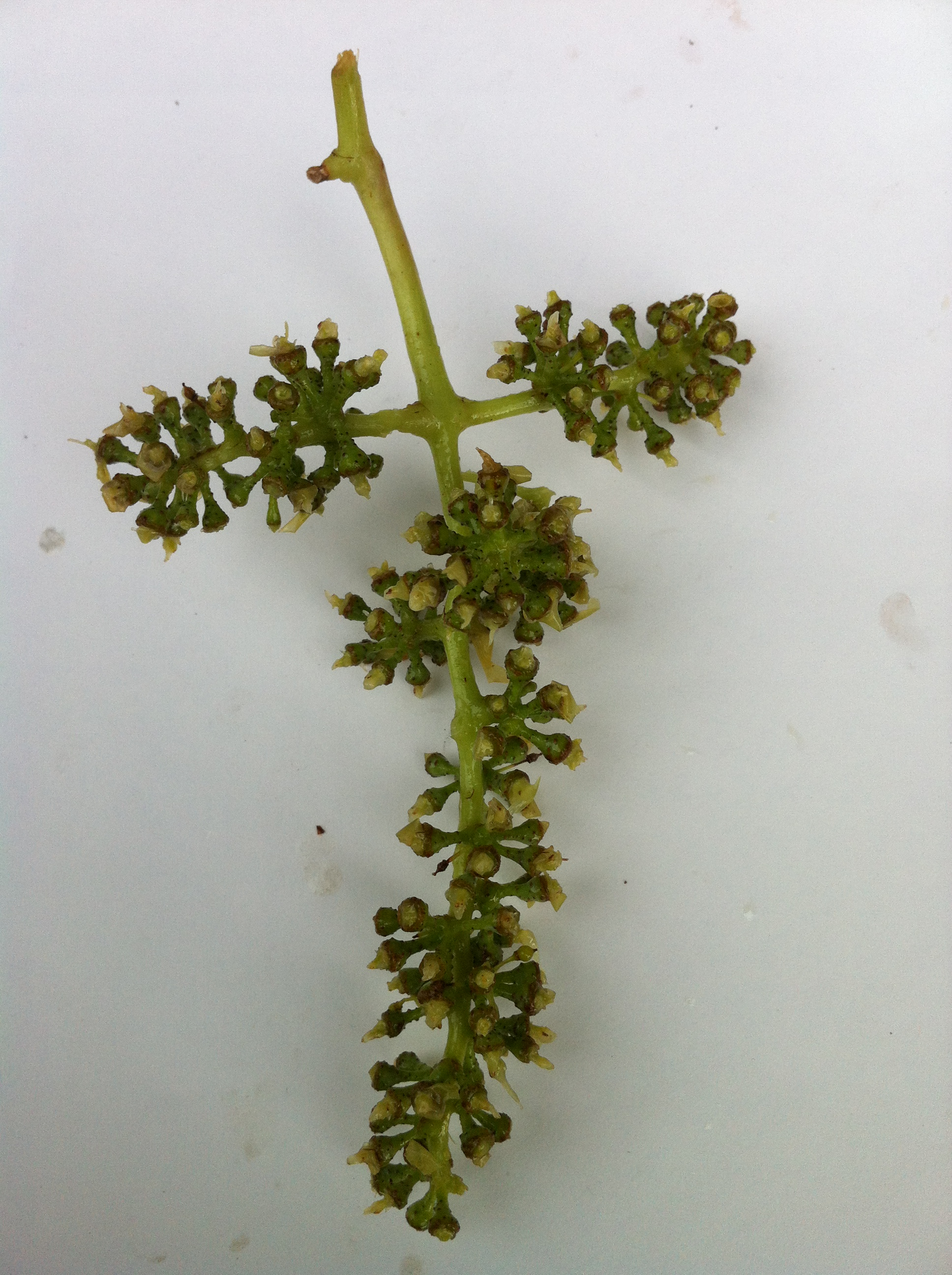
Rafle de raisin dont les baies ont été enlevées
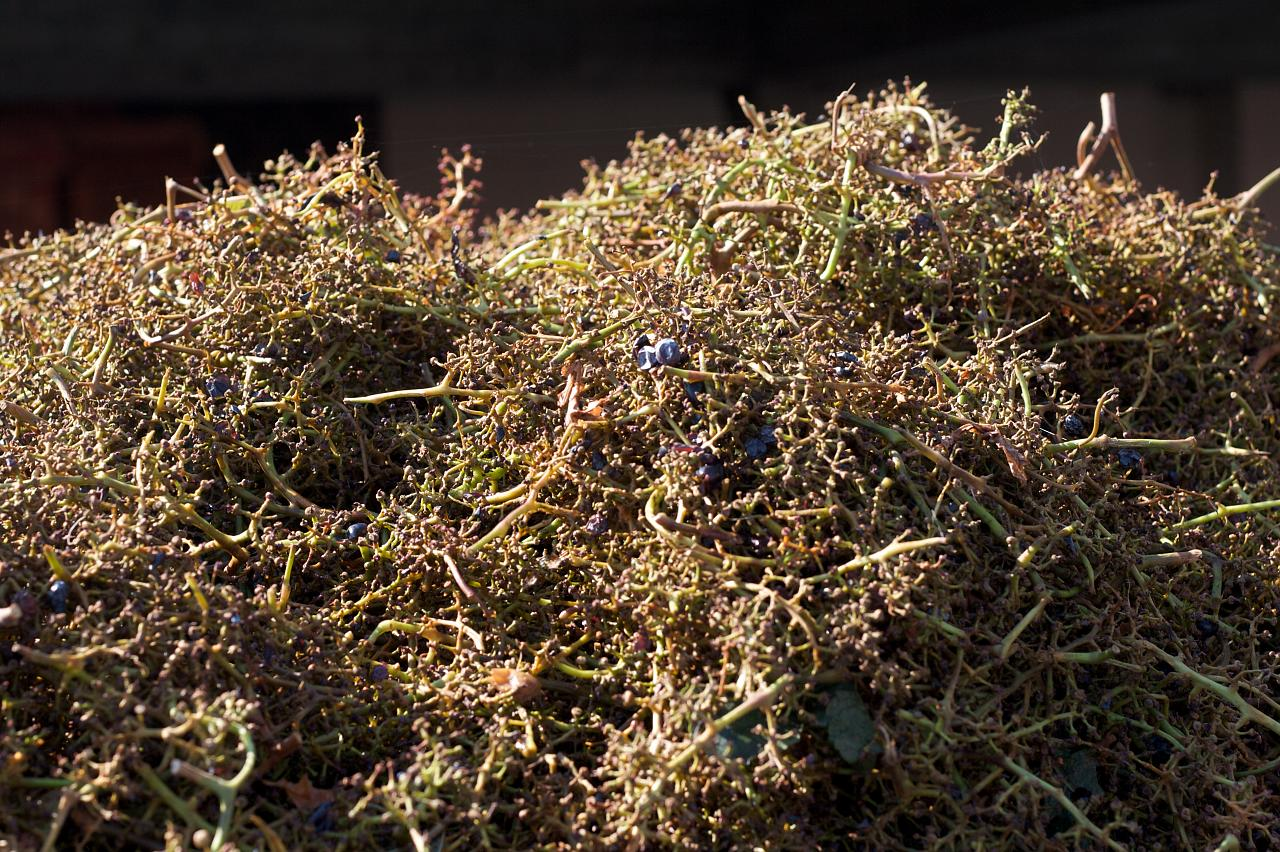
Tas de rafles